# Gondreville (Oise)
Gondreville település Franciaországban, Oise megyében. Lakosainak száma 217 fő (2022. január 1.). Gondreville Coyolles, Crépy-en-Valois, Lévignen, Ormoy-le-Davien, Russy-Bémont és Vaumoise községekkel határos.

## Népesség
A település népességének változása:
| Lakosok száma | 217  | 212  | 213  | 206  | 203  | 200  | 195  | 200  | 217  |
|               | 2013 | 2015 | 2016 | 2017 | 2018 | 2019 | 2020 | 2021 | 2022 |